# Сен-Фон
Сен-Фон (фр. Saint-Fons;  французское произношение: [sɛ̃ fɔ̃] ) — коммуна в Метрополии Лиона в регионе Овернь-Рона-Альпы на востоке Франции. Он был создан в 1888 году из части коммуны Венисье.